# مايك جونز (متسابق دراجات نارية)
مايك جونز (بالإنجليزية: Mike Jones)‏ هو متسابق دراجات نارية أمريكي، ولد في 26 مارس 1966.